# Ratpenat pescador petit
El ratpenat pescador petit (Noctilio albiventris) és un ratpenat insectívor i ocasionalment carnívor que viu a Centreamèrica i al nord de Sud-amèrica.
Aquests ratpenats tenen el pelatge de color marró vermellós. Té una mida d'uns 7,5 centímetres, una longitud de l'avantbraç de 6,4 centímetres, i un pes d'uns 30 grams. Solen viure prop de l'aigua o llocs humits, refugiant-se en forats d'arbres o habitatges domèstics. Intenten capturar insectes voladors prop de la superfície de l'aigua utilitzant l'ecolocalització. També poden capturar insectes que cauen sobre la superfície de l'aigua. De vegades, els ratpenats més grans capturen i s'alimentem de peixos petits.
Solen viure uns 10 anys i assoleixen la maduresa sexual el primer any.

## Subespècies
- Noctilio albiventris albiventris
- Noctilio albiventris cabrerai
- Noctilio albiventris minor